# Olga Körner
Pour les articles homonymes, voir Körner.
Olga Körner (née Olga Schubert 3 juin 1887 - 22 décembre 1969) est une activiste et femme politique allemande ainsi que la cofondatrice du mouvement des femmes prolétaires à Dresde. Elle siège au Parlement allemand, le Reichstag, des années 1930 à 1933 sous la bannière du Parti communiste d'Allemagne (KPD), où elle représente les villes de Dresde et Bautzen. C'est une figure du mouvement ouvrier international. 

## Biographie

### Origines, famille et études
Olga Schubert est née dans une famille d'ouvriers à Rübenau, au sud de Dresde à la frontière de la Bohème. De 1901 à 1903, elle travaille essentiellement en tant que domestique, tandis que de 1903 à 1909 elle travaille dans les milieux textiles et floraux. Elle déménage en 1907 dans l'équivalent actuel du quartier de Dobritz à Dresde, où elle rencontre Theodor Körner, qu'elle épouse l'année suivante. En 1920, elle a également acquis des notions de couture et de cuisine.

### Engagement politique
Olga s'encarte au Parti social-démocrate d'Allemagne (SPD) en 1911, où elle est principalement chargée d'organiser des grèves. Elle participe également grandement au développement du mouvement des femmes prolétaires à Dresde, et plus généralement en Saxe. En 1914, la décision du SPD de soutenir financièrement la guerre ne fit pas l'unanimité et ne cessa de diviser le parti, jusqu'à une scission en 1917, Körner rejoignant la faction dissidente, qui se nommera le Parti social-démocrate indépendant d'Allemagne (USPD), ne soutenant pas la guerre. En janvier 1918, elle participe notamment à la grève des usines de munitions, dans le cadre des grèves de janvier à la fin de la guerre, réclamant de meilleures conditions de vies, de travail et une démocratisation de la Constitution bismarckienne.  
Lorsque trois ans plus tard, en 1920, l'USPD se divise à son tour, Körner rejoint alors le Parti communiste d'Allemagne, ou KPD. Elle s'engage notamment dans le domaine de l'assistance publique du parti : Rote Hilfe. Elle s'investit également dans d'autres associations, comme la Rote Frauen- und Mädchenbund, version féminine des Roter Frontkämpferbund, et une association sportive de travailleurs. En 1921, elle devient membre de la direction du parti, pour la section de la Saxe de l'Est. Elle devient également membre du conseil municipal de Dresde en 1929.  
En mai 1930, elle devient membre du Landtag de Saxe. La même année, elle est élue au Reichstag en septembre, pour la circonscription de Dresde Bautzen. Au sein du Parlement, elle fut membre de la commission de la Santé et des affaires publiques.

### IIIeReich
En 1933, après l'arrivée au pouvoir du parti nazi, les changements au sein de l'Allemagne furent radicaux, transformant l'Allemagne en dictature à parti unique. Toute activité politique autre que celle du parti nazi devint illégale. C'est pour cette raison qu'Olga fuit en avril 1933 vers la Tchécoslovaquie, avant de revenir en Allemagne en juillet. Elle devient ainsi la cheffe d'un mouvement (illégal) de résistance à Radeberg, puis à Chemnitz, où elle est arrêtée le 23 août 1933. Elle est condamnée en mars 1934 à deux ans d'emprisonnement par la Haute Cour de Justice de Dresde, qu'elle effectue à la prison de Waldheim. Après sa sortie de prison en septembre 1935, elle reste sous haute surveillance jusqu'en 1939, quand la guerre éclate, où elle est de nouveau arrêtée. 

### Période d'occupation communiste
Après la guerre, les activités politiques n'étant plus interdites, elle prend le poste de secrétaires des femmes pour la succursale du KPD à Dresde, puis secrétaire du parti ayant pour charge la division communiste de la Saxe. En 1946, à la suite de la fusion du KPD et du SPD à l'Est du pays, le Parti socialiste unifié d'Allemagne (SED) fut créé et Körner occupa ainsi le poste de secrétaire pour la Saxe. 
L'Allemagne de l'Est étant occupée depuis 1945 par les forces soviétiques, le SED devint parti unique en 1949, avec la création de la République Démocratique d'Allemagne sous tutelle soviétique. De 1946 à 1950, Körner eut un poste important dans l'organigramme du parti (« Partei Vorstand ») et fut membre du Landtag de Saxe durant son existence, de 1946 à 1952, avant sa restructuration.
Elle souffre de problèmes de santé en 1955 dus à une surcharge de travail. Elle travaillait en effet beaucoup et effectuait de nombreux voyages, alors qu'elle avait 70 ans.
Olga Körner est l'une des éminentes détenues du camp de concentration de Ravensbrück qui ont été commémorées publiquement lors des célébrations de la libération au Mémorial national de Ravensbrück de la RDA, comme Evgenia Klemm, Antonina Nikiforova, Mela Ernst, Rosa Jochmann, Käthe Niederkirchner, Rosa Thälmann, Olga Benário Prestes, Martha Desrumaux, Minna Villain et Maria Grollmuß (de).
Elle mourut le 22 décembre 1969 à l'âge de 82 ans.

## Galerie

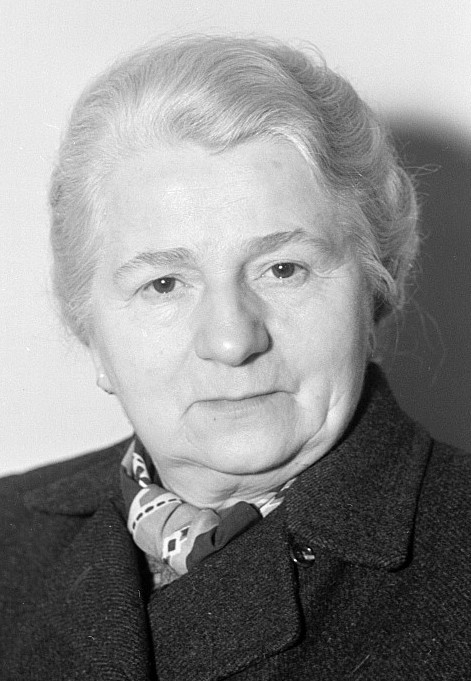
Portrait d'Olga Körner.
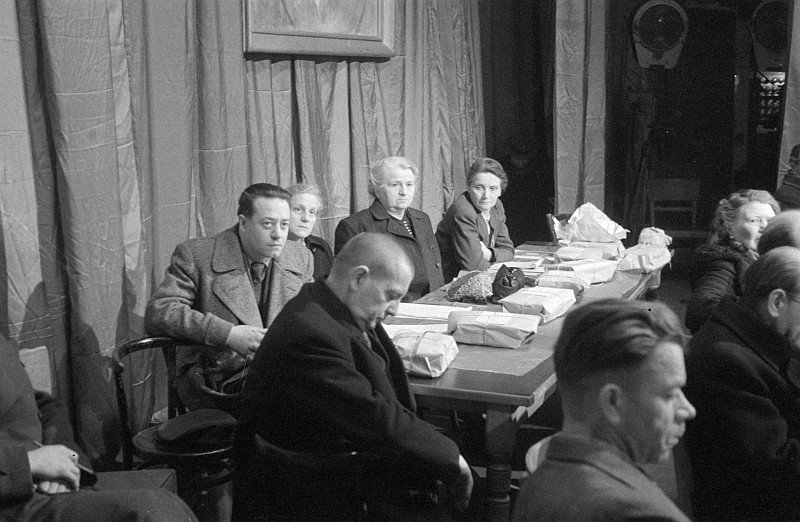
Olga Körner à un congrès du KPD en 1946.
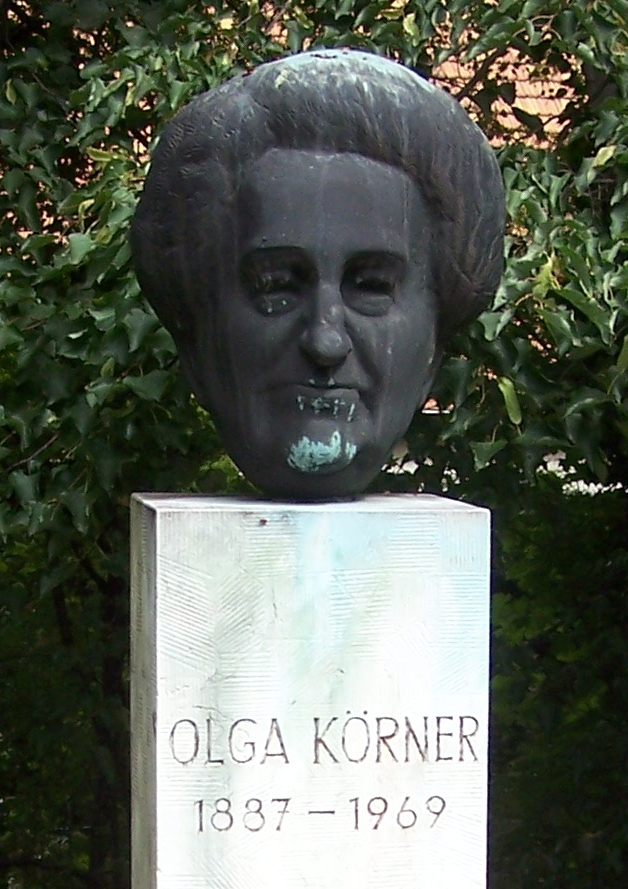
Buste d'Olga Körner à Dresde.
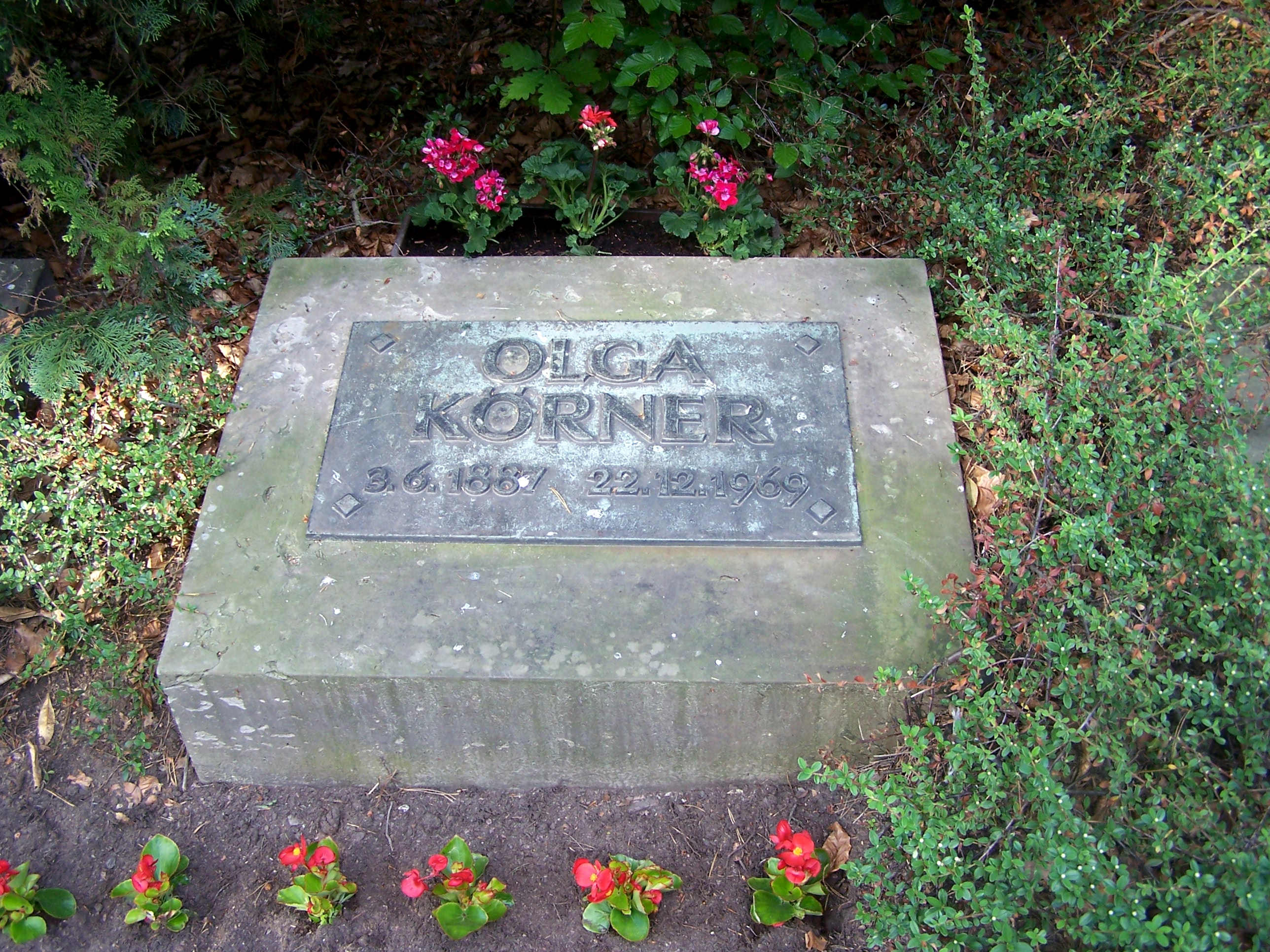
Pierre commémorative à la mémoire d'Olga Körner à Dresde.